# Celina Kofman
 Celina Zeigner de Kofman también llamada "Queca" (Villa Domínguez, Argentina; 1924 - 3 de agosto de 2020) fue una defensora de los derechos humanos y una de las pioneras integrantes de las Madres de Plaza de Mayo (Santa Fe).

## Biografía
De profesión docente, Celina Kofman fue una de las importantes integrantes de la organización que se puso en marcha en la década del '70 en pleno Proceso de Reorganización Nacional, luego de que su hijo fuera secuestrado. Fue miembro desde 1978 hasta el 2000, donde tuvo la responsabilidad sobre las ex filiales de Concordia y Santa Fe.
Uno de sus hijos era Jorge Oscar Kofman, un estudiante y obrero de 23 años, padre de un niño y otro en camino, quien fue secuestrado y desaparecido por genocidas militares en Tucumán. Él ya había estado detenido durante la autodenominada Revolución Argentina y fue liberado cuando asumió Héctor Cámpora, el 25 de mayo de 1973. Se presume que fue interceptado por una patrulla militar cuando viajaba en un colectivo de línea desde Tucumán hasta Córdoba por la ruta 301. Un abogado que colaboró con su familia pudo averiguar que estuvo herido en una rodilla, que se refugió en casa de una familia de campesinos y una vez restablecido colaboró en tareas de recolección de caña. Luego lo habrían trasladado en un sulky hasta la ruta y emprendió el viaje hasta la provincia de Córdoba. Era principios de junio de 1975. Tras el secuestro, Jorge habría sido llevado a la Escuelita de Famaillá, el primer centro clandestino de detención del país, alojado con otros detenidos ilegales e interrogado bajo tortura. Entre agosto y septiembre habría sido trasladado a la cárcel de Villa Urquiza y confinado en un pabellón que en aquel momento se destinaba a los presos políticos.
Con el tiempo Celina llegó a ser la referente santafesina de las Madres de Plaza de Mayo cuyas marchas tuvieron el apoyo de grandes figuras como fue la de Alicia Moreau de Justo. Organizó  a los familiares de las víctimas de la dictadura, desde la Asamblea Permanente por los Derechos Humanos (APDH), las asociaciones de familiares y luego desde Madres de Plaza de Mayo.
En 2001 se retira de la organización de las Madres por algunos desacuerdos con algunas integrantes de la institución, entre ellas Hebe de Bonafini. Al respecto supo decir: 

"Yo no pertenezco más a la organización pero toda la vida seré Madre de Plaza de Mayo. Por este motivo, sigo usando el pañuelo. Nosotras en el interior del país no manejamos ni un peso".

En el 2008 dio su fuerte opinión acera de la situación hambre y los niños en Argentina: 

"En este país donde sobran alimentos, donde se habla tanto de la distribución de la riqueza y donde se nos mueren 25 chicos por día de hambre y de desnutrición; los niños marchan para que los gobiernos los vean". "Son nuestros niños, es nuestra responsabilidad y una de nuestras responsabilidades es exigir a las autoridades que esto se termine".

En 2010 pidió una convocatoria a un juicio público para algunos periodistas que colaboraron con la pasada dictadura militar.
En 2013 fue noticia cuando su casa ubicada en la provincia de Santa Fe, Argentina, fuera agredida con pintadas ofensivas en el día que las Madres celebraban los 36 años de su primera rueda. Hecho que fue repudiado por el Consejo Directivo Provincial Asociación Trabajadores del Estado (ATSA). En ese mismo año Las Madres de la Plaza de Mayo fueron homenajeadas por SADOP en El Solar de las Artes, por el Día Internacional de la Mujer.
Su otro hijo, Hugo Alberto Kofman, presentó un libro titulado Mirar la tierra hasta encontrarte, que relata las vicisitudes de la investigación que permitió en el año 2010 encontrar los restos de ocho militantes populares en una fosa común en el Campo Militar San Pedro en la provincia de Santa Fe.